# تشارلز كلاي
تشارلز كلاي (بالإنجليزية: Charles Clay)‏ هو لاعب كرة قدم أمريكية أمريكي، ولد في 13 فبراير 1989 في ليتل روك في الولايات المتحدة.

## وصلات خارجية
- تشارلز كلاي على موقع إي إس بي إن.كوم (أن.أف.أل)3
- تشارلز كلاي على موقع مرجع كرة القدم المحترفة.كوم (الإنجليزية)
- تشارلز كلاي على موقع كلية كرة القدم في سبورتس رفرنس.كوم (الإنجليزية)